# Беланчич, Марин
Марин Беланчич (хорв. Marin Belančić; род. 12 января 2001, Пула, Истрийская жупания) — хорватский футболист, защитник боснийского клуба «Посушье».

## Карьера
19 июля 2021 года перешёл в хорватский клуб «Опатия». 14 августа 2021 года в матче против клуба «Цибалия» дебютировал в Первой лиге Хорватии.
1 февраля 2023 года стал игроком хорватского клуба «Цибалия».
19 февраля 2024 года подписал контракт с клубом «Женис». 1 марта 2024 года в матче против клуба «Астана» дебютировал в чемпионате Казахстана.

## Достижения
«Женис»
- Финалист Кубка лиги Казахстана: 2024

## Клубная статистика
| Игровая карьера | Игровая карьера     | Игровая карьера | Лига | Лига | Кубки | Кубки | Межд. | Межд. | Др. | Др. |
| --------------- | ------------------- | --------------- | ---- | ---- | ----- | ----- | ----- | ----- | --- | --- |
| 2021/22         | Опатия              | Б               | 23   | 3    | —     | —     | —     | —     | —   | —   |
| 2022/23         | Хрватски Драговоляц | Б               | 7    | 0    | —     | —     | —     | —     | —   | —   |
| 2022/23         | Цибалия             | Б               | 6    | 1    | —     | —     | —     | —     | —   | —   |
| 2023/24         | Цибалия             | Б               | 15   | 0    | 1     | 0     | —     | —     | —   | —   |
| 2023            | Женис               | А               | 21   | 1    | 7     | 2     | —     | —     | —   | —   |